# Molophilus (Molophilus) mendicus
Molophilus (Molophilus) mendicus is een tweevleugelige uit de familie steltmuggen (Limoniidae). De soort komt voor in het Oriëntaals gebied.